# Monanthotaxis le-testui
Monanthotaxis le-testui är en kirimojaväxtart som beskrevs av François Pellegrin. Monanthotaxis le-testui ingår i släktet Monanthotaxis och familjen kirimojaväxter. Utöver nominatformen finns också underarten M. l. hallei.